# Risto Mitrevski
Risto Mitrevski (in macedone Ристо Митревски?; Skopje, 5 ottobre 1991) è un calciatore macedone, difensore del Dewa Utd.

## Carriera
Ha giocato nella massima serie dei campionati macedone, serbo, croato, israeliano, cipriota ed armeno.